# E-Prix de Shanghái
El e-Prix de Shanghái se disputa del 31 de mayo al 1 de junio de 2025. Esta prueba forma parte del undécimo campeonato del mundo de la Formula E.

## Historia
La Fórmula E ha corrido en China varias veces, con el e-Prix de Beijing como carrera inaugural de la primera y segunda temporada y el e-Prix de Sanya celebrado en 2019. Se suponía que iba a haber una carrera en Sanya en 2020, pero fue cancelada debido a la pandemia de COVID-19.
El e-Prix de Shanghái se anunció como parte del calendario de la temporada 2023-24 el 19 de octubre de 2023. Se llevará a cabo como una doble carrera, con la segunda carrera en sustitución del e-Prix de Yakarta, que fue cancelado debido a las próximas elecciones presidenciales en Indonesia.
El e-Prix de Shanghái será una futura carrera de Fórmula E, una serie de carreras de monoplazas totalmente eléctricos. La carrera se celebrará por primera vez en el circuito Internacional de Shanghái el 25 de mayo de 2024.

## Circuito
La carrera se celebrará en el circuito Internacional de Shanghái, el mismo lugar que alberga el Gran Premio de China de Fórmula 1. Se anunció un trazado que utiliza los primeros sectores del circuito clásico, sin embargo elimina sectores icónicos del circuito como la zona del estadio o la larga recta opuesta a la meta.

## Ganadores
| Edición | Ganador                | Equipo    | Circuito | Resultados |
| ------- | ---------------------- | --------- | -------- | ---------- |
| 2023-24 | Mitch Evans            | Jaguar    | Shanghái | Resultados |
| 2023-24 | António Félix da Costa | Porsche   | Shanghái | Resultados |
| 2024-25 | Maximilian Günther     | Penske-DS | Shanghái | Resultados |
| 2024-25 | Nick Cassidy           | Jaguar    | Shanghái | Resultados |

## Estadísticas

### Pilotos con más victorias
| Victorias | Piloto                 | Años |
| --------- | ---------------------- | ---- |
| 1         | Mitch Evans            | 2024 |
| 1         | António Félix da Costa | 2024 |
| 1         | Maximilian Günther     | 2025 |
| 1         | Nick Cassidy           | 2025 |

### Equipos con más victorias
| Victorias | Equipo  | Años       |
| --------- | ------- | ---------- |
| 2         | Jaguar  | 2024; 2025 |
| 1         | Porsche | 2024       |
| 1         | Penske  | 2025       |